# Брем, Ева-Мария
Ева-Мария Брем (нем. Eva-Maria Brem, род. 13 сентября 1988 года, Швац) — австрийская горнолыжница, чемпионка мира 2015 года в командных соревнованиях, победительница 3 этапов Кубка мира, трёхкратная чемпионка Австрии, призёр юниорских чемпионатов мира. Специализируется в гигантском слаломе. Участница Олимпийских игр 2010 года
В Кубке мира Брем дебютировала в 2005 году, в ноябре 2007 года впервые попала в десятку лучших на этапе Кубка мира в гигантском слаломе. В сезоне 2013/14 дважды была на подиуме на этапах Кубка мира в гигантском слаломе. В сезоне 2014/15 пять раз попадала в тройку лучших в гигантском слаломе на этапах Кубка мира, 29 ноября 2014 года одержала первую в карьере победу в Аспене.
Лучшим достижением Брем в общем зачёте Кубка мира является 13-е место в сезоне 2014/15. В том же сезоне заняла второе место в зачёте гигантского слалома, уступив только Анне Феннингер.
На Олимпиаде-2010 в Ванкувере заняла 7-е место в гигантском слаломе.
Использовала лыжи и ботинки производства фирмы Atomic.
Завершила карьеру после сезона 2020/21.

## Победы на этапах Кубка мира (3)
| № | Сезон   | Дата        | Место     | Дисциплина            |
| - | ------- | ----------- | --------- | --------------------- |
| 1 | 2014/15 | 29 ноя 2014 | Аспен     | Гигантский слалом     |
| 2 | 2015/16 | 20 дек 2015 | Куршевель | Гигантский слалом (2) |
| 3 | 2015/16 | 7 мар 2016  | Ясна      | Гигантский слалом (3) |